# Modicogryllus densinervis
Modicogryllus densinervis is een rechtvleugelig insect uit de familie krekels (Gryllidae). De wetenschappelijke naam van deze soort is voor het eerst geldig gepubliceerd in 1934 door Chopard.